# Ferrovia Hokuriku
La Ferrovia Hokuriku (北陸鉄道株式会社?, Hokuriku Tetsudō Kabushiki-gaisha), comunemente chiamata Hokutetsu (北鉄?), è una compagnia di trasporto passeggeri che gestisce due linee ferroviarie e una di autobus nella prefettura di Ishikawa in Giappone. La sua sede legale si trova nella città di Kanazawa.

## Storia
È stata fondata nel 1943 unendo tutte le compagnie ferroviarie e di autobus nella prefettura di Ishikawa, ad eccezione della ferrovia Ogoya, che era una ferrovia mineraria. Alcune delle sue linee, tuttavia, hanno le loro radici nelle linee di carrozze trainate da cavalli del XIX secolo. Un tempo la Hokutetsu aveva un'ampia rete ferroviaria nella prefettura con 13 linee ferroviarie e una linea di tram, ma oggi sopravvivono solo 2 linee ferroviarie. Ora la compagnia funziona principalmente come operatore di autobus. Opera anche come agenzia di All Nippon Airways nell'area di Kanazawa.

## Linee ferroviarie

Mappa del percorso

### Linee operative
- Linea Asanogawa (浅野川線): Hokutetsu-Kanazawa — Uchinada
- Linea Ishikawa (石川線): Nomachi — Tsurugi

### Linee soppresse
- Linea Asanogawa (浅野川線): Uchinada — Awagasaki-Kaigan
- Linea Ishikawa (石川線): Shiragikuchō — Nomachi
- Linea Kanaiwa (金石線): Nakabashi — Ōno-Minato, Matsubara — Tōtōen
- Linea Kinmei (金名線): Kaga-Ichinomiya — Hakusan-Shita
- Linea Komatsu (小松線): Komatsu — Ukawa-Yūsenji
- Linea Nomi (能美線): Shin-Terai — Tsurugi
- Linea Noto (能登線): Hakui — Sanmyō
- Linea Shōkin (松金線): Mattō — Nomachi
- Linea Kanan (加南線)
  - Linea Awazu (粟津線): Awazu-Onsen — Shin-Awazu
  - Linea Iburihashi (動橋線): Uwano — Shin-Iburihashi.
    - Successivamente si fuse con la Link Line come Yamashiro Line (山代線).
- Linea Katayamazu (片山津線): Iburihashi — Katayamazu
- Linea di collegamento (連絡線): Kanan — Awazu-Onsen.
  - Successivamente si fuse con la linea Iburihashi formando la linea Yamashiro.
- Linea Yamanaka (山中線): Yamanaka — Daishōji
- Linea del tram della città di Kanazawa (金沢市内軌道線)

### Numerazione delle stazioni
Il 1 aprile 2019 è stata introdotta la numerazione delle stazioni sulla linea Ishikawa e sulla linea Asanogawa. La linea Ishikawa è contrassegnata da un cerchio verde I (Ishikawa), mentre la linea Asanogawa è contrassegnata da un cerchio blu A (Asanogawa).

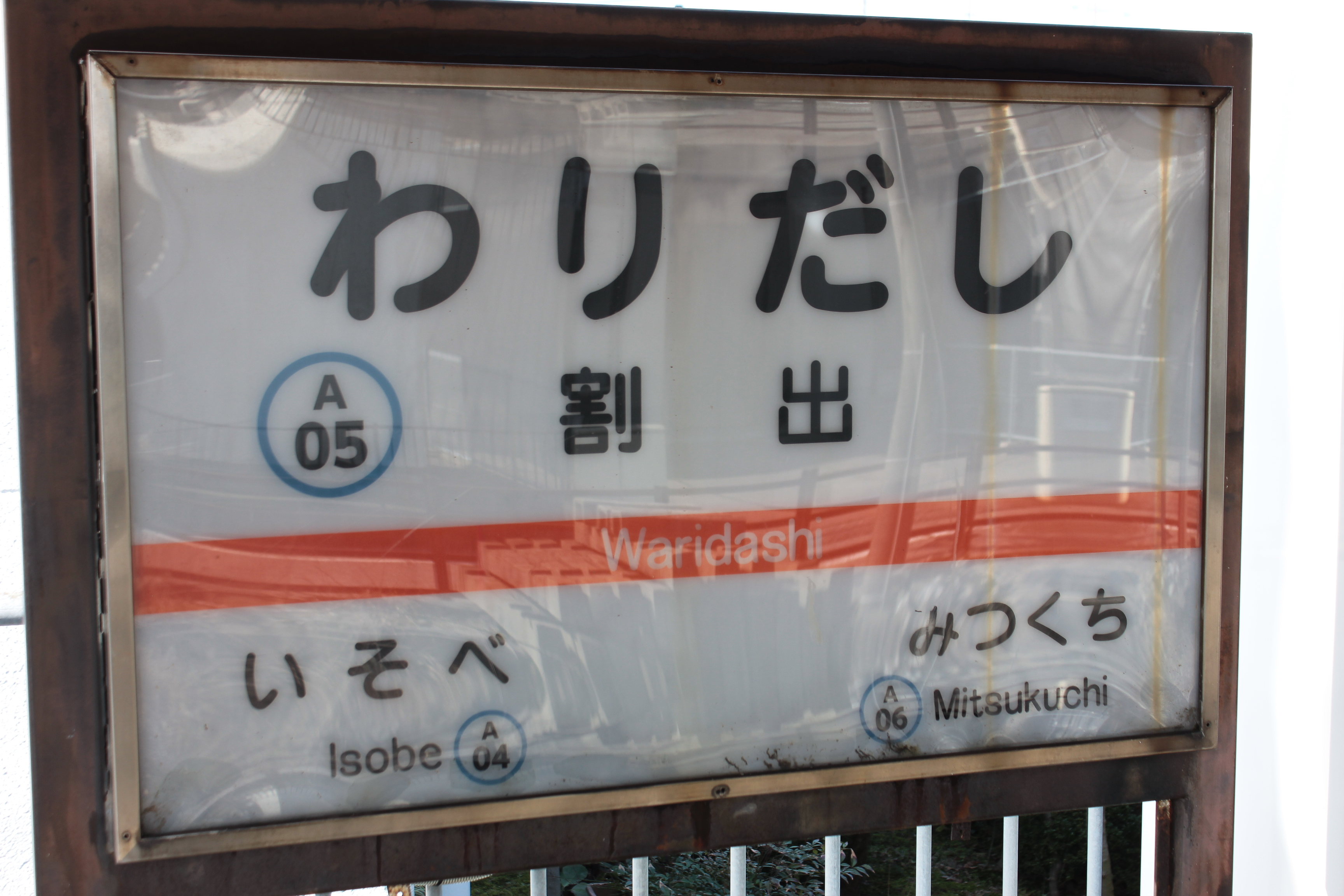
Stazione di Waridashi (con numerazione delle stazioni)
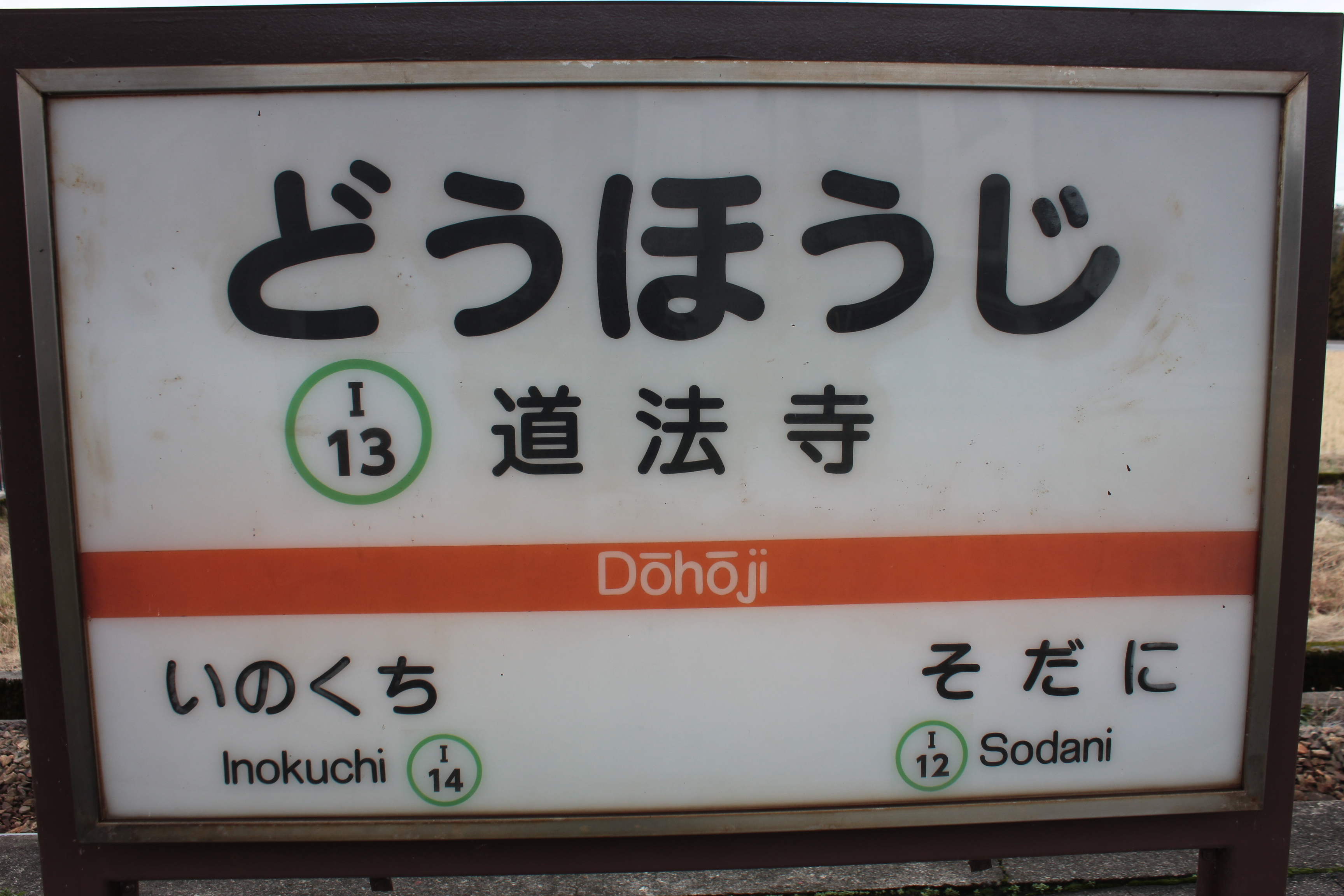
Stazione di Dōhōji (con numerazione delle stazioni)

## Materiale rotabile

### Linea Ishikawa
- Serie 7000 (precedentemente serie Tokyu 7000)
- Serie 7700 (ex serie Keio 3000)
- Tipo ED20 (ex tipo Kanazawa Electric Orbit ED1)

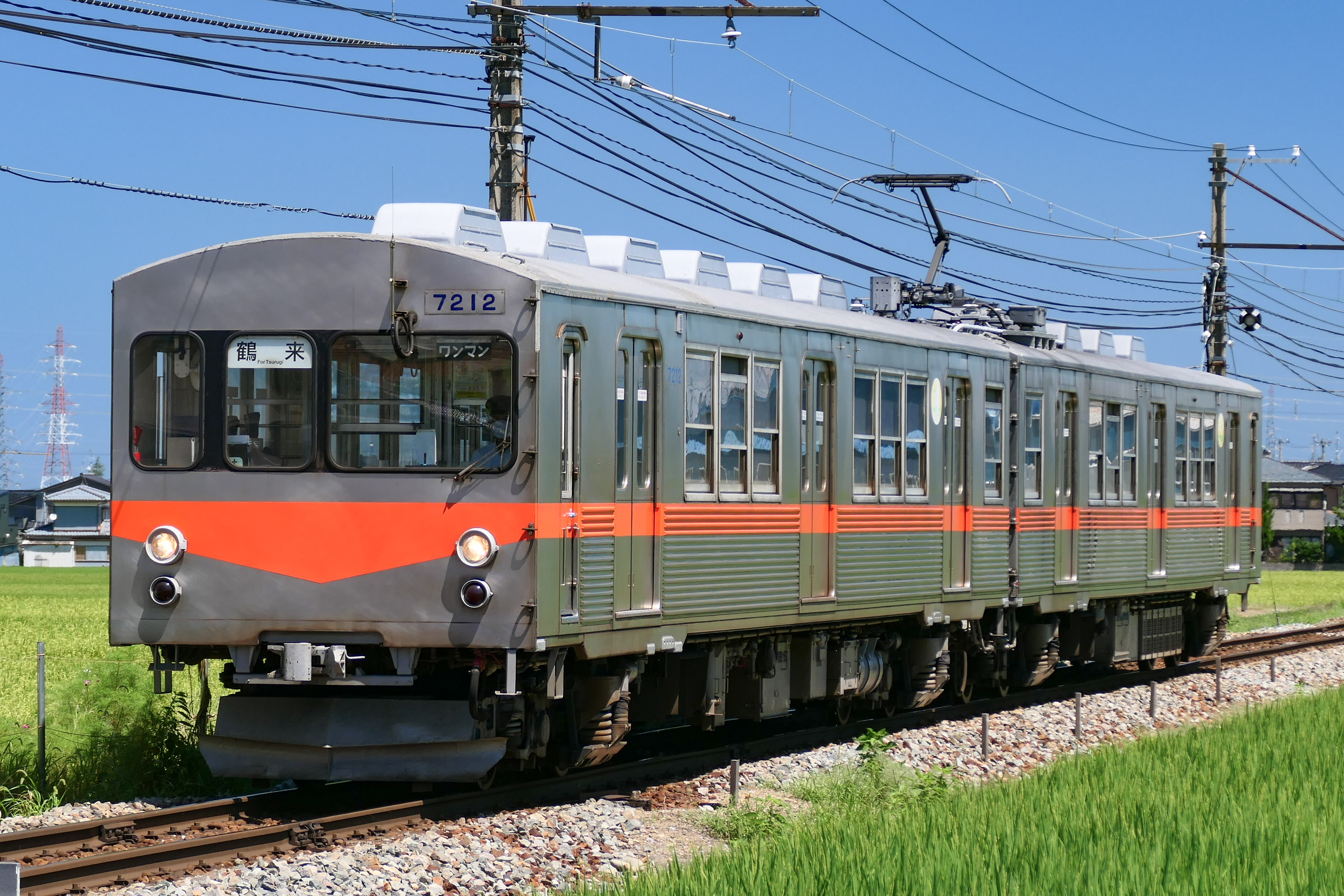
serie 7000
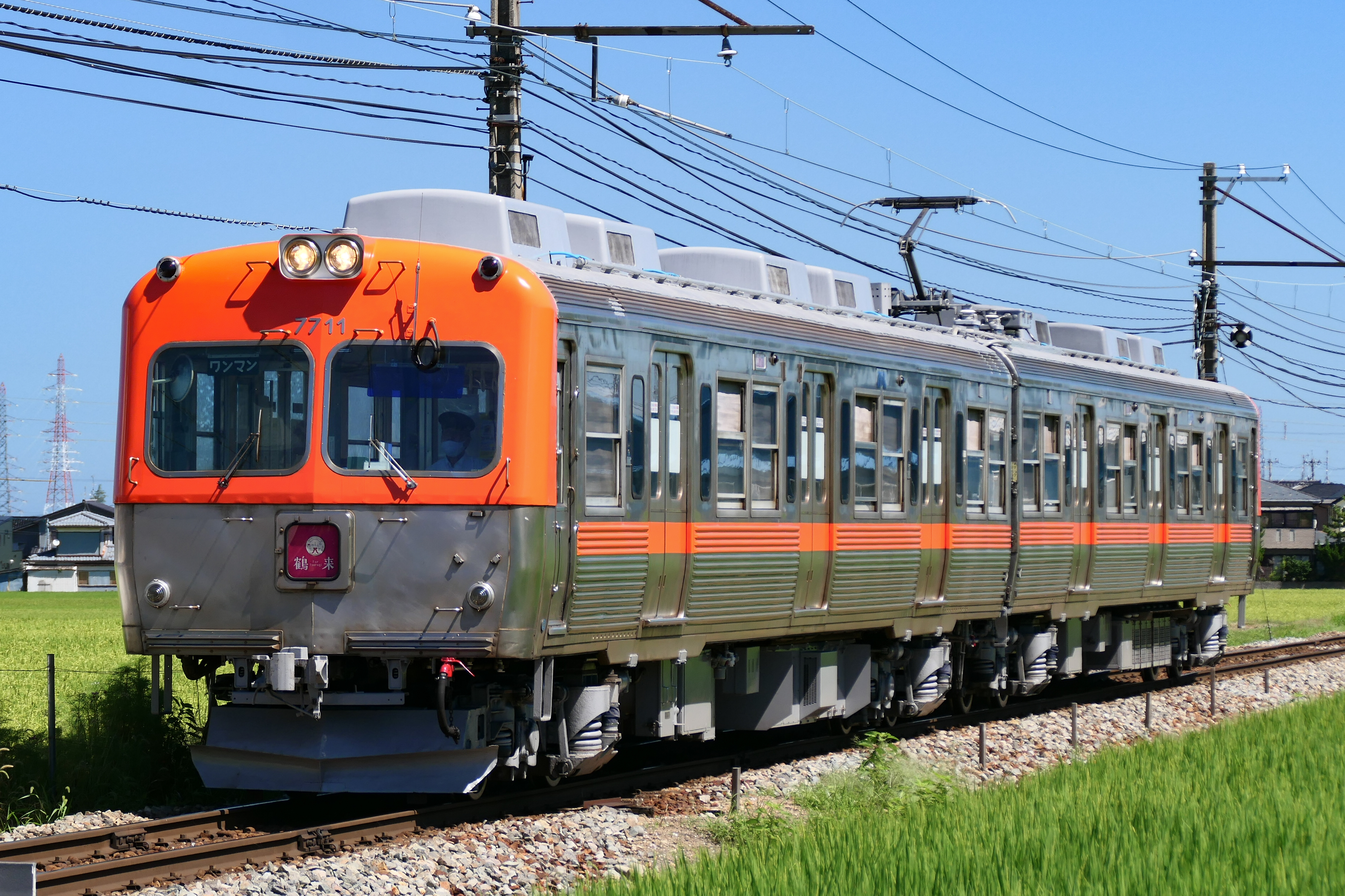
serie 7700
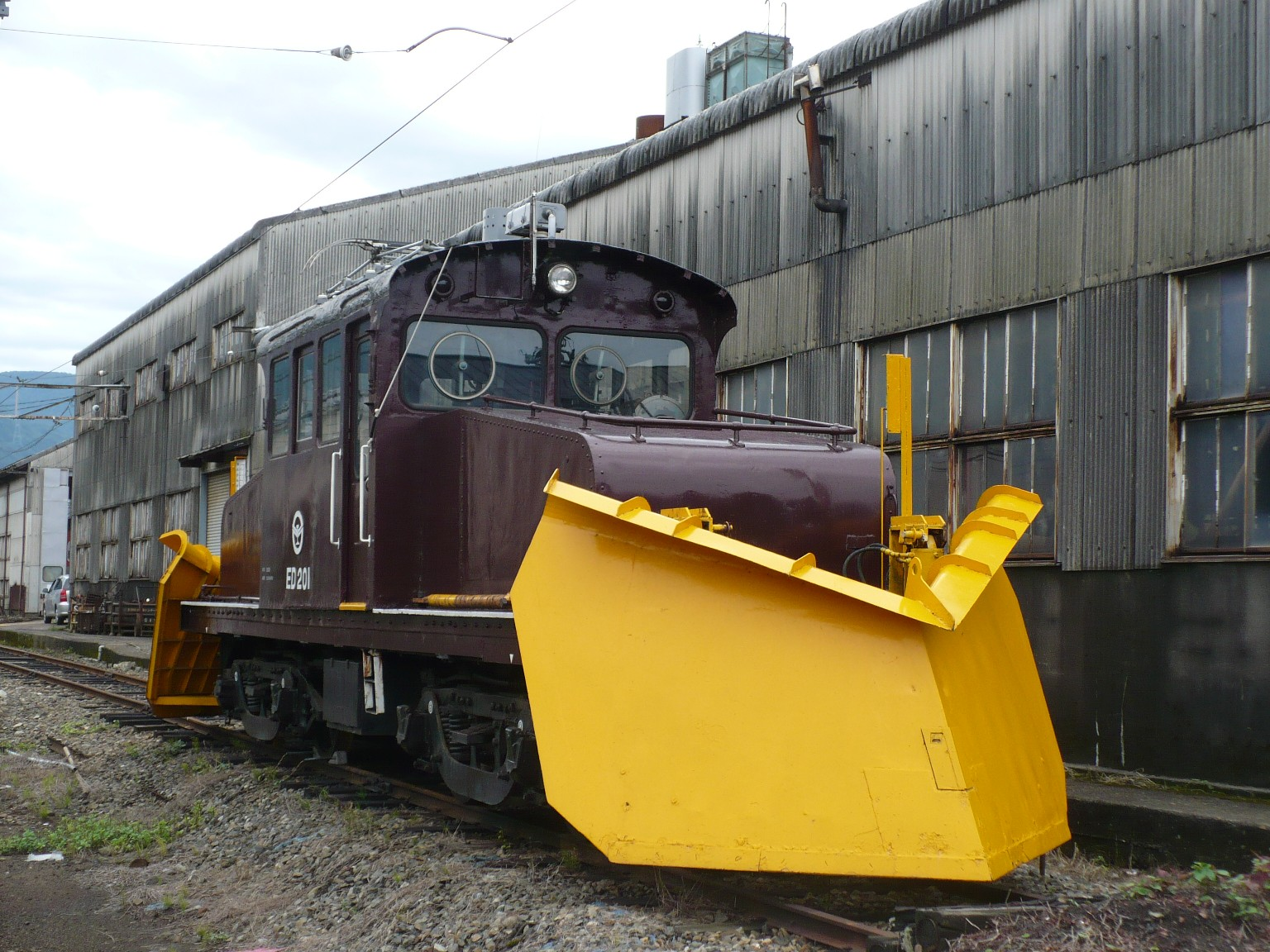
Tipo ED20

### Linea Asanogawa
- Serie 8000 (ex serie Keio 3000)
- Serie 03 (ex serie Tokyo Metro 03)

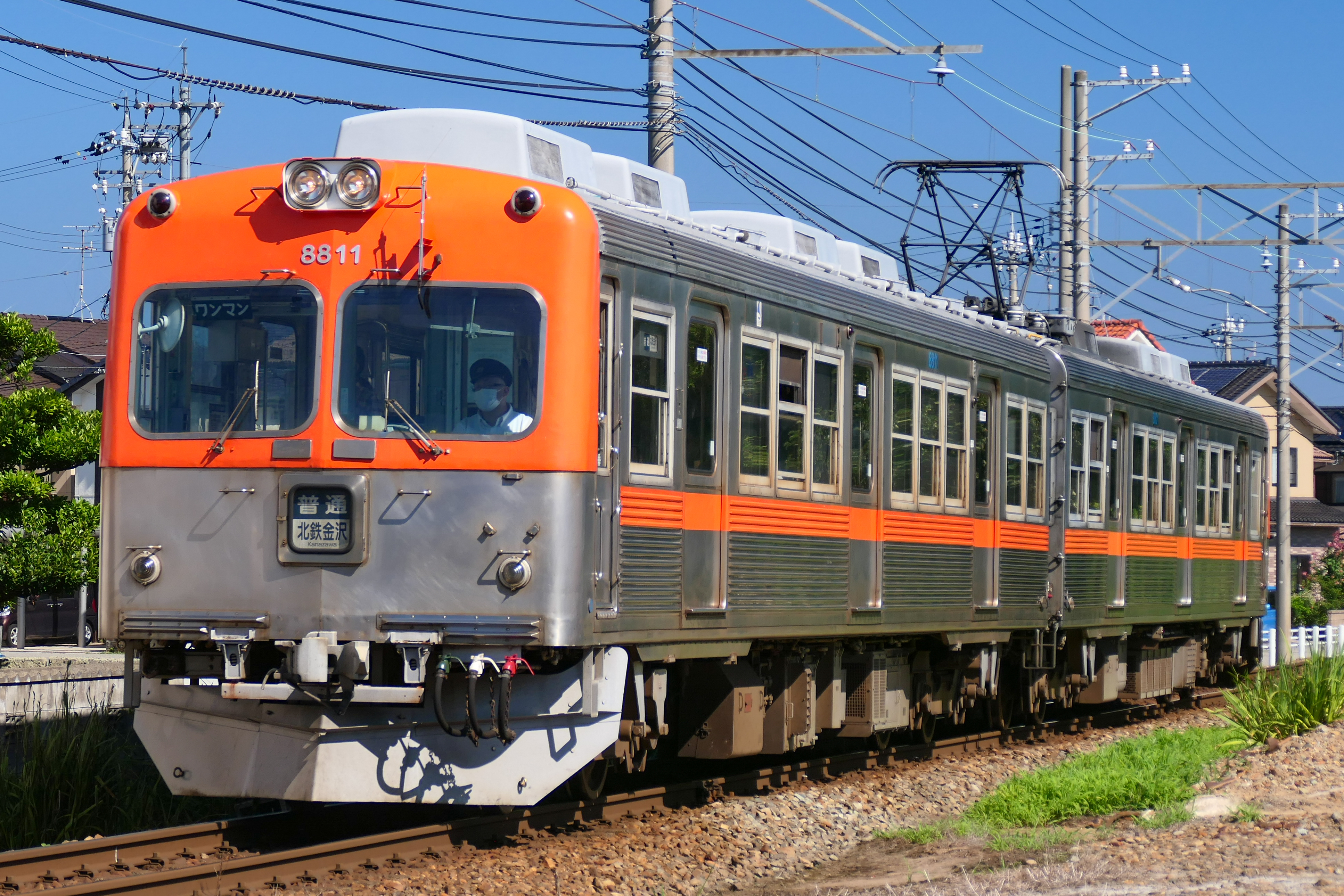
serie8000
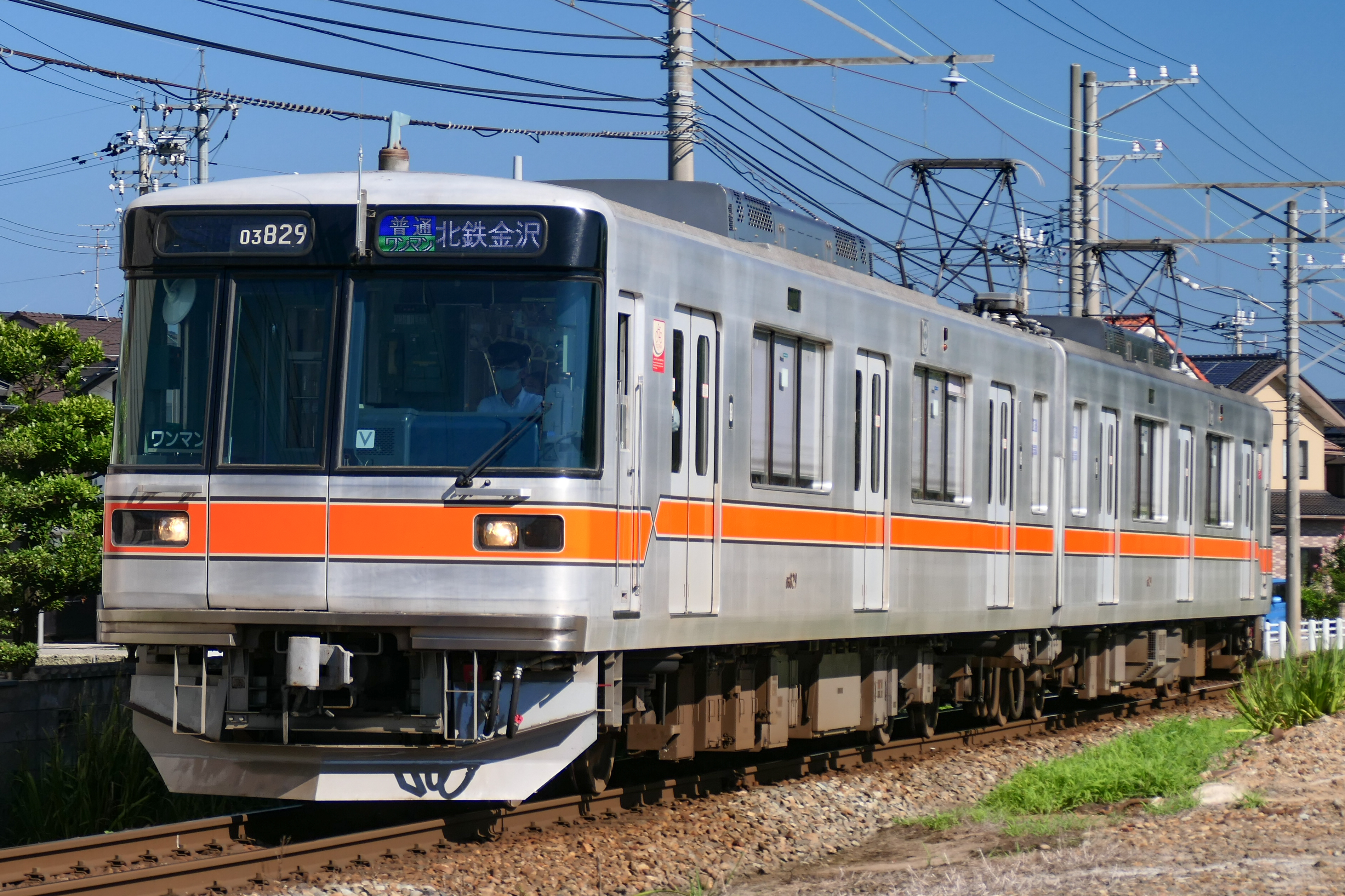
serie 03

## Linee di autobus

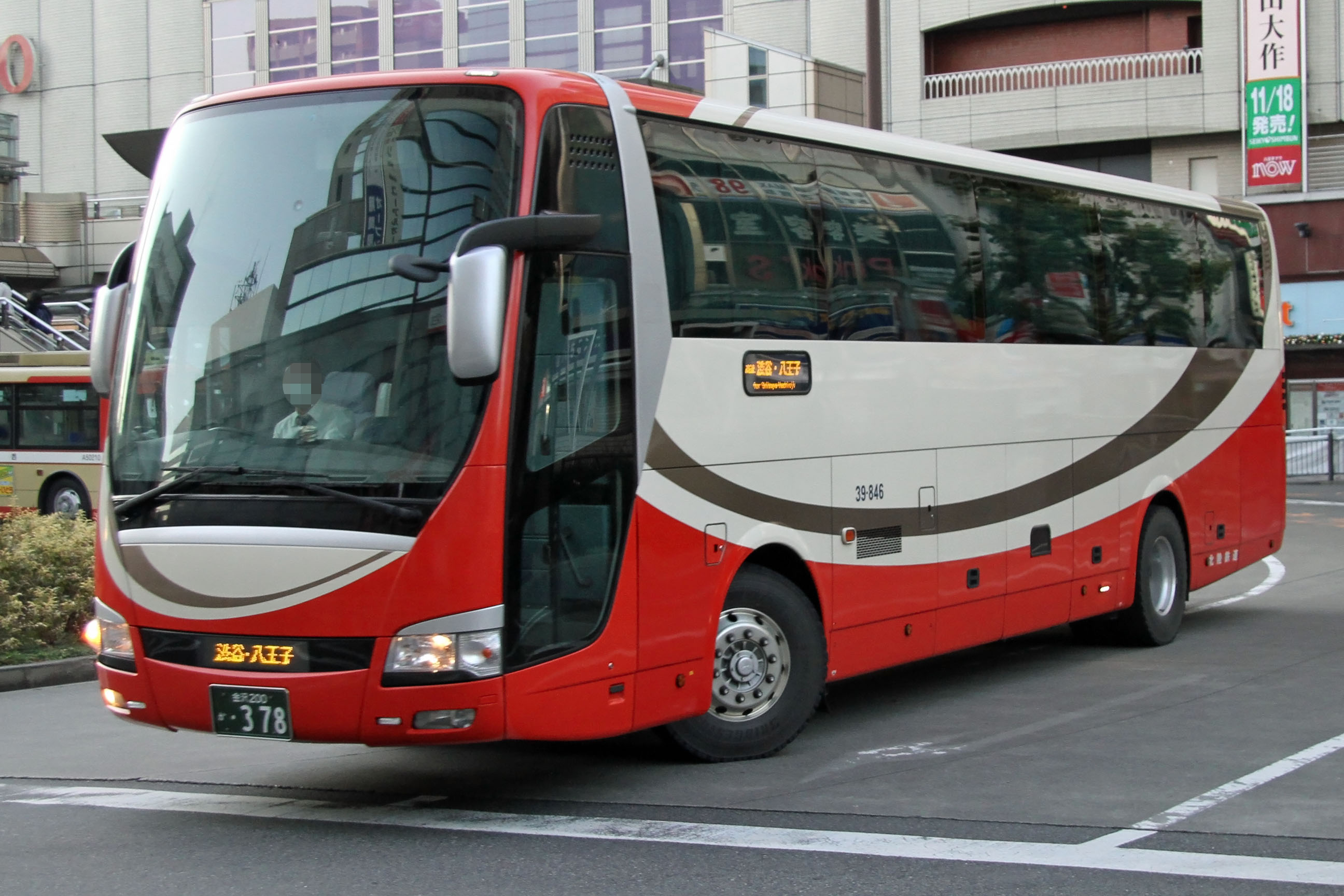
Un autobus autostradale della ferrovia Hokuriku diretto a Shibuya e Hachiōji

Insieme alle sue società controllate, il gruppo Hokutetsu è il principale gestore delle linee di autobus nella prefettura di Ishikawa. La stessa Ferrovia Hokuriku gestisce autobus locali all'interno della città di Kanazawa, che è il trasporto pubblico più importante della zona. La società gestisce anche autobus autostradali che collegano la città e altre parti del Giappone, tra cui Tokyo, Sendai, Niigata, Nagoya, Ōsaka e Toyama.